# Chris Olave
Chris Olave, né le 27 juin 2000 à San Marcos en Californie, est un joueur américain de football américain évoluant au poste de wide receiver.

## Biographie

### Jeunesse
Né à San Marcos en Californie, Olave fréquente le lycée Mission Hill où il joue au football américain.
Pour son année senior, il réceptionne 93 passes pour un gain de 1764 yards cumulé et 26 touchdowns. Il a aussi pratiqué l'athlétisme à un très bon niveau.
Considéré comme une recrue 4 étoiles, Olave est classé parmi les meilleurs receveur du pays.
Le 28 janvier 2018, il s'engage auprès de l'université d'État de l'Ohio choisissant les Buckeyes à UCLA, USC et l'Utah.

### Carrière universitaire
Lors de sa première année à Ohio State, Olave joue à la fois en attaque et dans les équipes spéciales. Il cumule 197 yards pour 3 touchdowns au cours de sa première saison. En 2018, lors du match contre Michigan, il a été en mesure d'inscrire 2 touchdowns dans la victoire 62-39 d'Ohio State. La semaine suivante lors du championnat de football Big Ten, il réussit 5 réceptions et inscrit 1 touchdown pour 79 yards contre Northwestern.
Le 17 février 2020, Olave change son numéro de maillot, passant du 17 au 2.